# 20ste Oscaruitreiking
De 20ste Oscaruitreiking, waarbij prijzen worden uitgereikt aan de beste prestaties in films in 1947, vond plaats op 20 maart 1948 in het Shrine Auditorium in Los Angeles, Californië. De ceremonie werd gepresenteerd door Agnes Moorehead en Dick Powell.
De grote winnaar van de 20ste Oscaruitreiking was Gentleman's Agreement, met in totaal 8 nominaties en 3 Oscars.

## Winnaars

### Films
| Categorie          | Winnaar               | Regie      |
| ------------------ | --------------------- | ---------- |
| Beste Film         | Gentleman's Agreement | Elia Kazan |
| Beste Documentaire | Design for Death      | -          |

### Acteurs
| Categorie                  | Winnaar       | Film                   |
| -------------------------- | ------------- | ---------------------- |
| Beste Mannelijke Hoofdrol  | Ronald Colman | A Double Life          |
| Beste Vrouwelijke Hoofdrol | Loretta Young | The Farmer's Daughter  |
| Beste Mannelijke Bijrol    | Edmund Gwenn  | Miracle on 34th Street |
| Beste Vrouwelijke Bijrol   | Celeste Holm  | Gentleman's Agreement  |

### Regie
| Categorie       | Winnaar    | Film                  |
| --------------- | ---------- | --------------------- |
| Beste Regisseur | Elia Kazan | Gentleman's Agreement |

### Scenario
| Categorie                | Winnaar        | Film                             |
| ------------------------ | -------------- | -------------------------------- |
| Beste Origineel Scenario | Sidney Sheldon | The Bachelor and the Bobby-Soxer |
| Beste Bewerkt Scenario   | George Seaton  | Miracle on 34th Street           |

### Speciale prijzen
| Categorie      | Winnaar                                                                                       |  |
| -------------- | --------------------------------------------------------------------------------------------- |  |
| Honorary Award | James Baskett, William N. Selig, Albert E. Smith, Thomas Armat, George K. Spoor en Bill & Coo |  |